# Huang Zhangjiayang
Huang Zhangjiayang (chinesisch 黄张嘉洋, Pinyin Huáng Zhāng Jiāyáng; * 15. Februar 2000 in Sichuan) ist eine chinesische Rhythmische Sportgymnastin.

## Karriere
Huang begann im Jahr 2005 mit rhythmischer Sportgymnastik und wurde 2014 Teil der chinesischen Nationalgruppe.
Erste Medaillen bei Asienmeisterschaften gewann sie 2018 mit Gold in der Übung mit drei Bällen und zwei Seilen sowie Silber im Mehrkampf. Im darauffolgenden Jahr folgten Silber in der Übung mit drei Reifen und zwei Keulen sowie Bronze im Mehrkampf und in der Übung mit fünf Bällen. Bei den Olympischen Spielen in Tokio erreichte sie mit der Gruppe im Mehrkampf den vierten Platz.
2023 gehörte sie zur erfolgreichen chinesischen Formation bei den Weltmeisterschaften, wo sie Gold in der Übung mit fünf Reifen, Silber im Mehrkampf und in der Übung mit drei Bändern und zwei Bällen gewann. Auch bei den Asienmeisterschaften desselben Jahres gewann sie mit der Gruppe Gold im Mehrkampf, in der Übung mit fünf Reifen sowie in der Übung mit drei Bändern und zwei Bällen, dazu Bronze in der Mannschaftswertung.
Bei den Olympischen Spielen in Paris 2024 gewann sie mit der chinesischen Gruppe die Goldmedaille im Mehrkampf.